# Mikołaj Ostroróg

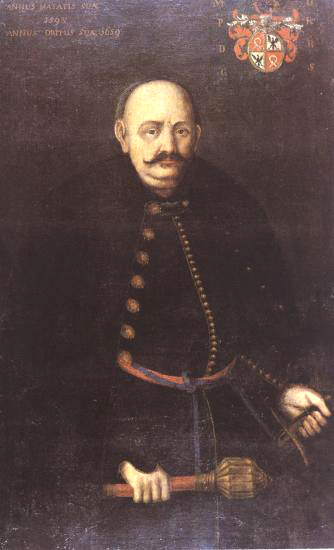
Mikołaj Ostroróg

Herb Nałęcz, Wappen von Mikołaj Ostroróg

Mikołaj Ostroróg  Herb Nałęcz (* 1593; † 1651) war Abgeordneter des Sejm walny in der Woiwodschaft Ruthenien  und der Woiwodschaft Bełz, Sejmmarschall Polen-Litauens (1633), Stolnik Wielki Koronny (1634), Krajczy Wielki Koronny (1636), Podczaszy Wielki Koronny (1638), Starost von Tykocin und Busko-Zdrój sowie einer der drei Regimentare der königlichen Truppen 1648–1649.

## Leben
Mikołaj Ostroróg hatte reichlich Landgut in der Woiwodschaft Ruthenien. Meist lebte er dort in Komarno. In Polen-Litauen herrschte der Ruf eines hochgebildeten Ostroróg. Er zeichnete sich durch interessante, intellektuelle und sichere Schreibvorlieben aus. Er ist der Autor von: Diariusz z obozu spod Kamieńca ... 1633 roku (ogłoszony w „Pamiętnikach o Koniecpolskich“ przez S. Przyłęckiego, Lwów 1842) und Dyariusz pogromu Kozaków (bearb. A. Grabowski in der Auflistung „Ojczyste spominki w pismach do dziejów dawnej Polski“, Kraków 1845).

## Genealogie
Seine Frau war Barbara z Roszkowskich. Aus der Ehe mit ihr gingen hervor vier Söhne und Töchter:
- Zygmunt Jan, oberszter regimentu piechoty,
- Mikołaj, rotmistrz chorągwi komputowej (war verheiratet mit Zofia Skotnicka)
- Andrzej, rotmistrz chorągwi kozackiej,
- Stanisław, kanonik krakowski.
- Katarzyna, war die Frau von Piotr Potocki, wojewoda bracławski.

## Wissenswertes
Mikołaj Ostroróg tritt episodisch in Henryk Sienkiewicz’ Roman Mit Feuer und Schwert auf.
Auf einem Stein vor der Zugbrücke, die zur Burgruine führt (Mikołajs Residenz früher), findet sich die bemerkenswerte Inschrift: Bój się Pana Boga i Mikołaja Ostroroga (Fürchte Gott und Mikołaj Ostroróg).